# Samuel Nelson
Samuel Nelson (10 novembre 1792 – 13 décembre 1873) était un juge américain siégeant à la Cour suprême des États-Unis.